# Aditivo alimentario

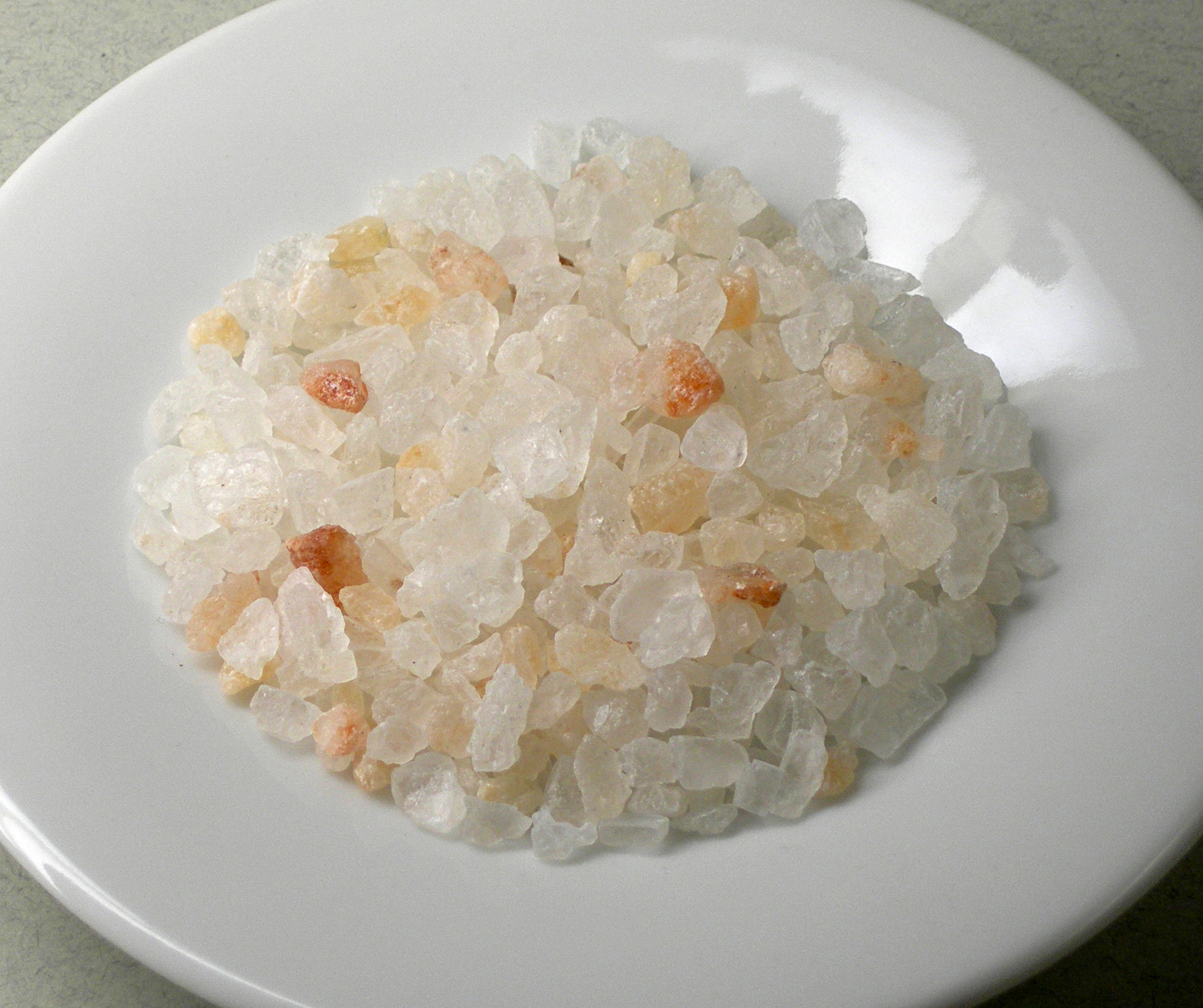
Uno de los aditivos más empleados es la sal (en la foto, sal de Himalaya).

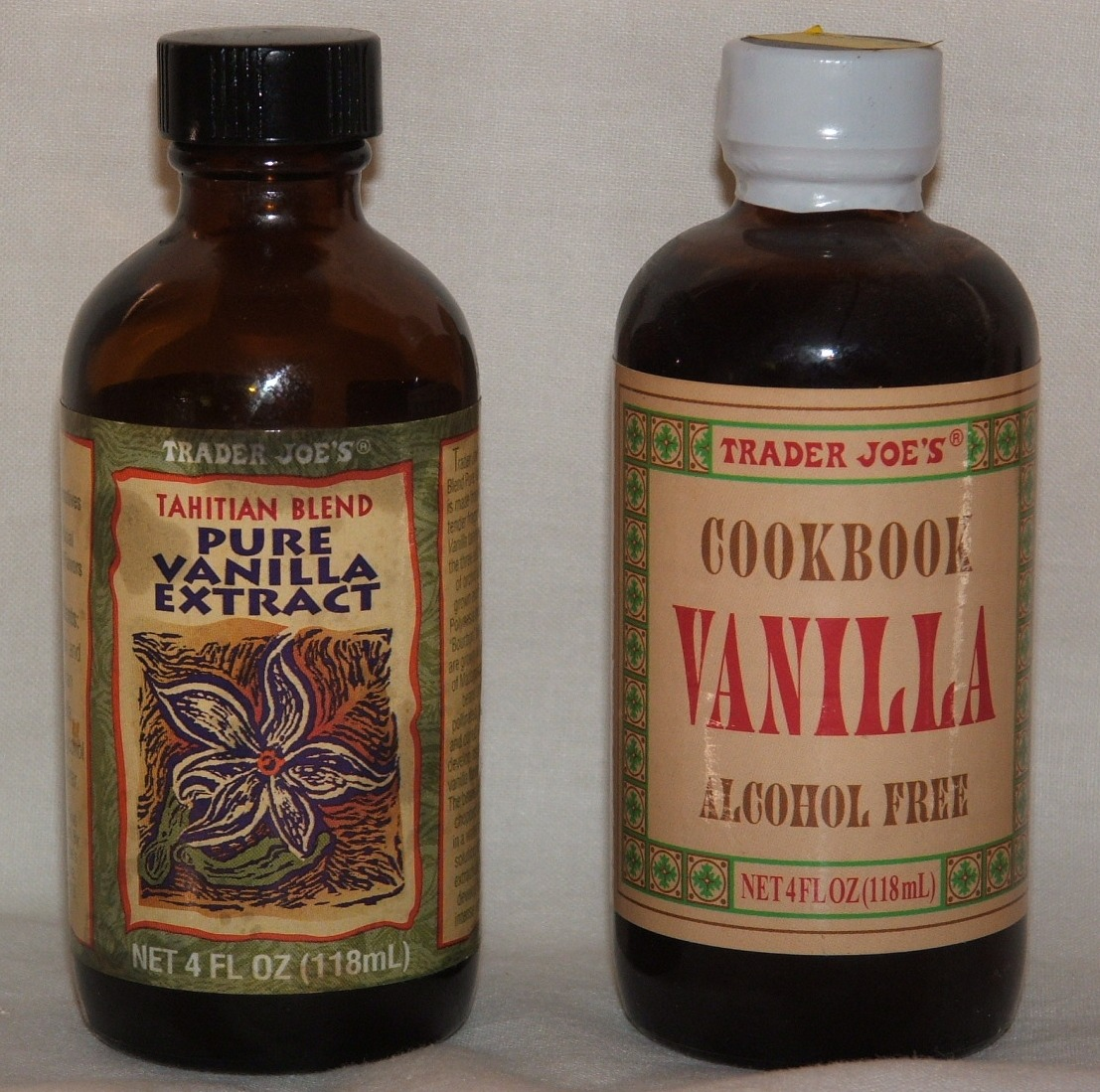
Frascos de vainillina

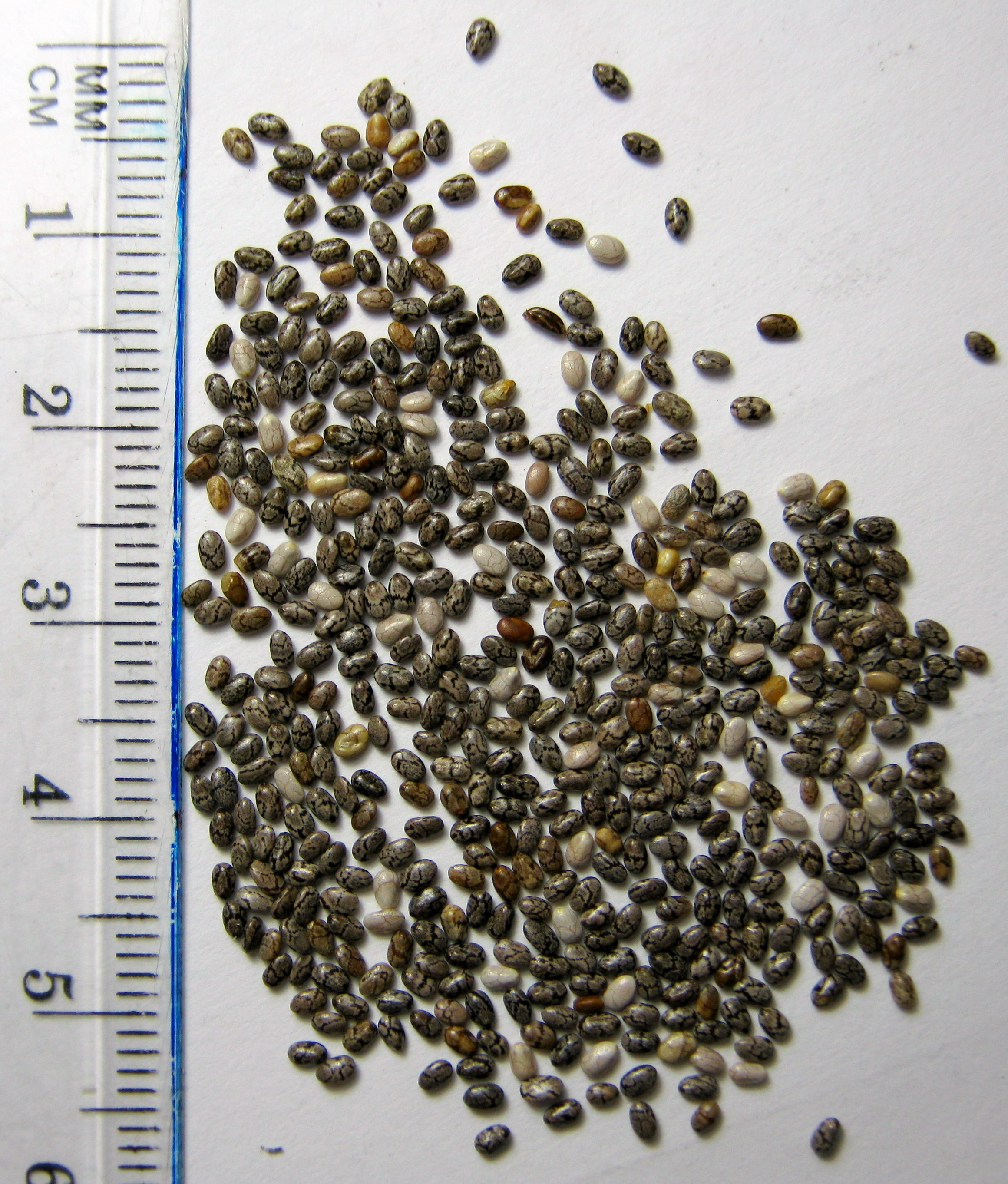
Se utilizan semillas de Salvia hispanica como alimento balanceado para poder enriquecer los huevos de gallina con Omega 3.

Un aditivo alimentario es aquella sustancia que, sin constituir por sí misma un alimento ni poseer valor nutritivo, se agrega intencionalmente a los alimentos y bebidas en cantidades mínimas con objetivo de modificar sus caracteres organolépticos o facilitar o mejorar su proceso de elaboración o conservación. En este proceso de mejora de la elaboración, también se consigue una texturización en la cual los elaboradores obtienen ganancias por peso de producto.

## Historia
Desde hace tiempo se han incluido aditivos en los alimentos; en tiempos recientes, con el advenimiento de la ciencia de los alimentos durante el siglo XIX y XX, un número E identifica a un aditivo y el Comité Científico o la Autoridad Europea de Seguridad Alimentaria tiene que evaluar si la sustancia aditiva es segura para la salud. El sistema de números E se utiliza además como una manera práctica de etiquetar de forma estándar los aditivos permitidos en todos los idiomas de la Unión Europea.
Según el doctor Howard, médico de la Universidad de Los Ángeles California, los aditivos no se pueden considerar malos ni buenos en sí mismos. El peligro reside en la cantidad ingerida. El índice IDA (Ingesta Diaria Admisible) indica la cantidad de un aditivo, en relación con el peso corporal, que se puede ingerir diariamente, durante toda la vida, sin que represente un riesgo apreciable para la salud. Algunas veces los efectos cruzados de los aditivos no son evaluados, lo cual puede provocar efectos nocivos a largo plazo.
Se ha relacionado la industria farmacéutica con la de los aditivos, de tal manera que podrían haber intereses concordantes de ambas industrias que en algunos casos son las mismas. También se critica que los aditivos se puedan utilizar con fines espurios, aparentando unas cualidades similares a las de los productos que no utilizan, ya que su incorporación se realizaría con el fin de ahorrar costes. Sirva como ejemplo que añadir un aromatizante a un yogur permitiría incorporar menos fruta manteniendo la intensidad del sabor. Por otro lado, el consumidor puede ser responsable de la comercialización de productos que incorporan ciertos aditivos, como el de los colorantes. Así, una mermelada de fresa elaborada según métodos tradicionales es de color amarronado. Pero la aceptabilidad de la mermelada de fresa es mucho mayor cuando su color es rojo o rosa vivo, más propios de la que incorpora colorantes.
Las principales funciones de los aditivos alimentarios, de acuerdo con la Directiva europea 89/107/CEE, la cual se ha transpuesto a la legislación de cada estado miembro de la UE, son: 
- Asegurar la seguridad y la salubridad.
- Aumentar la estabilidad del producto.
- Hacer posible la disponibilidad de alimentos fuera de óxido de carbono.
- Asegurar o mantener el valor nutritivo del alimento.
- Potenciar la aceptación del consumidor.
- Ayudar a la fabricación, transformación, preparación, transporte y almacenamiento del alimento.
- Dar homogeneidad al producto.

## Razones para su uso
Las razones por las que se emplean los aditivos en la industria alimentaria son básicamente de tipo económico y social. 
El uso de ciertos aditivos permite que los alimentos duren más tiempo lo que hace que exista mayor aprovechamiento de los mismos y por tanto se puedan bajar los precios y que exista un reparto más homogéneo de los mismos. Por ejemplo, al añadir al tomate en lata sustancias que permitan disminuir el pH, la duración del mismo se prolonga en el tiempo, pudiendo ser consumido en épocas donde la producción de tomate disminuye. 

### Razones psicológicas y tecnológicas
Cuando un alimento presenta mal aspecto, mal olor o alguna de sus propiedades organolépticas no se ve con las características que se conoce el producto usualmente, este producto tiende a rechazarse.
Alimentos como: procesados de frutas o verduras, derivados lácteos, pastelería, chocolatería; en general, todos requieren de un aditivo que o bien mejore su apariencia (color, textura) o mejore su sabor (mayor sabor a fruta, mayor acidez). 
Si, por ejemplo, una mermelada de fresa no tuviese colorantes, su color sería pardo en lugar de rojo. Además si no tuviera conservantes, su vida útil sería menor.

### Razones nutricionales y de seguridad
En los alimentos pueden desarrollarse reacciones químicas que disminuyan el valor nutritivo del alimento e incluso generen compuestos tóxicos. También pueden proliferar microorganismos indeseables o letales para el ser humano. Un claro ejemplo es la potencial presencia de Clostridium botulinum en las conservas vegetales, bacteria responsable de una intoxicación mortal conocida como botulismo. La adición de sustancias antioxidantes a estas conservas, como las sales de nitratos y nitritos, dificulta el desarrollo a la bacteria. Ahora bien, aunque las sales de nitrito son potencialmente tóxicas a determinadas dosis o cuando el producto se somete a tratamientos tecnológicos posteriores (se acepta que las sales de nitrito pueden ser precursoras de las nitrosaminas, unas sustancias cancerígenas que se forman cuando el alimento se somete al asado u horneado), este riesgo es mucho menor que el riesgo de sufrir botulismo si no se incorporasen los aditivos antioxidantes y colorantes artificiales.

## Tipos de aditivos
La clasificación general de los aditivos alimentarios puede ser:
- Sustancias que impiden las alteraciones químicas biológicas (antioxidantes, sinérgicos de antioxidantes y conservantes).
- Sustancias estabilizadoras de las características físicas (emulgentes, espesantes, gelificantes, antiespumantes, antiapelmazantes, antiaglutinantes, humectantes, reguladores de pH).
- Sustancias correctoras de las cualidades plásticas. (mejoradores de la panificación, correctores de la vinificación, reguladores de la maduración).
- Sustancias modificadoras de los caracteres organolépticos (colorantes, potenciadores del sabor, edulcorantes artificiales, aromas).

Existen categorías de aditivos por su uso en la industria alimentaria, entre ellas tenemos:
- Aromatizantes: sustancias que proporcionan sabor a los alimentos, modificando sus características organolépticas y haciendo que se vuelvan más dulces, agrios, salados, ácido.
- Colorantes:  toda sustancia química capaz de proporcionar tintes, utilizados para dar color a productos de la industria textil, cosmética y alimentaria.
- Conservantes: sustancia química utilizada como aditivo alimentario que, añadida a los alimentos, detiene o minimiza el deterioro causado por la presencia de diferentes tipos de microorganismos (bacterias, levaduras y mohos).
- Antioxidantes: molécula capaz de retardar o prevenir la oxidación de otras moléculas. La oxidación es una reacción química de transferencia de electrones de una sustancia a un agente oxidante.
- Acidulantes: sustancia aditiva que se suele incluir en ciertos alimentos con el objetivo de modificar su acidez, modificar o reforzar su sabor. Por ejemplo, a las bebidas se les suele añadir con el propósito de modificar la sensación de dulzura producida por el azúcar.
- Edulcorantes: cualquier sustancia, natural o artificial, que edulcora, es decir, que sirve para dotar de sabor dulce a un alimento o producto que de otra forma tiene sabor amargo o desagradable.
- Espesantes: sustancias que al agregarse a una mezcla, aumentan su viscosidad sin modificar sustancialmente sus otras propiedades como el sabor.
- Derivados del almidón: provienen de la generación artificial de compuestos con algunas de las propiedades del almidón, éste es un aditivo alimentario fundamentado en sus propiedades de interacción con el agua y, muy especialmente, en la capacidad de formación de geles, muchas veces relacionado con la propiedad de aglutinante culinario.
- Saborizantes:  preparados de sustancias que contienen los principios sápido-aromáticos, extraídos de la naturaleza (vegetal) o sustancias artificiales, de uso permitido en términos legales, capaces de actuar sobre los sentidos del gusto y del olfato, pero no exclusivamente, ya sea para reforzar el propio (inherente del alimento) o transmitiéndole un sabor y/o aroma determinado, con el fin de hacerlo más apetitoso o agradable.
- Emulsionantes: sustancia que ayuda en la mezcla de dos sustancias que normalmente son poco miscibles o difíciles de mezclar.

## Alimentos garantizados que no llevan aditivos por ley (España)
Que no lleven aditivos significa que no se los añaden durante su manufactura. Pueden por tanto, contener las mismas sustancias consideradas como aditivos por sí mismos.
- Leche
- Copos de cereales
- Nata ácida
- Pasta seca
- Arroz (no el de cocción rápida)
- Kéfir sin fruta
- Cereales
- Yogur natural
- Frutos secos
- Huevos
- Semillas
- Patatas frescas
- Aceite vegetal virgen
- Hortalizas frescas
- Miel de abeja
- Fruta fresca (sin encerar)
- Agua mineral y de manantial
- Setas frescas
- Café en polvo
- Legumbres

## Procedencia animal de algunos aditivos alimentarios

### Aditivos derivados de animales
| Número E                                 | Aditivo                            | Comentario |
| Colorantes                               |                                    | |
| ---------------------------------------- | ---------------------------------- | --- |
| E 120                                    | Ácido carmínico                    | Colorante procedente de la cochinilla. |
| Reguladores de acidez y pH               |                                    | |
| E 542                                    | Fosfato óseo                       | Suplemento mineral o antiaglomerante derivado de huesos animales.                                                                                            |
| Varios                                   |                                    | |
| E 901                                    | Cera de abejas                     | |
| E 904                                    | Goma laca                          | Obtenida de las secreciones de la hembra del gusano de la laca o Kerria lacca.                                                                               |
| E 913                                    | Lanolina                           | Agente de glaseado. Producida por las glándulas sebáceas de algunos mamíferos, especialmente del ganado ovino. No aprobado por la Unión Europea y Australia. |
| E 966                                    | Lactitol                           | Endulzante obtenido a partir de la Lactosa. |
| Otros productos químicos                 |                                    | |
| E 1000                                   | Ácido cólico                       | Emulgente. Extraído de la bilis de las vacas. También se puede producir sintéticamente. No aprobado por la Unión Europea y Australia.                        |
| E 1105                                   | Lisozima                           | Enzima que actúa como conservante que puede extraerse de la clara de huevo o a partir de bacterias.                                                          |
| Otros aditivos alimentarios sin número E |                                    | |
|                                          | Hexafosfato de calcio mesoinositol | En productos horneados, gaseosas, verduras procesadas. |
|                                          | Lactosa                            | Es un azúcar obtenido a partir de la leche. |
|                                          | Albúmina                           | Obtenida a partir de la clara de huevo |

### Aditivos de posible origen animal
| Número E                                   | Aditivo                                                                               | Comentario |
| Colorantes                                 |                                                                                       | |
| ------------------------------------------ | ------------------------------------------------------------------------------------- | --- |
| E 101                                      | Riboflavina o vitamina B2                                                             | |
| E 101 a                                    | Flavin mononucleótido (FMN) o riboflavina-5'-fosfato                                  | Es un derivado de la riboflavina (vitamina B2) |
| E 153                                      | Carbón vegetal o animal                                                               | Colorante negro que se obtiene de combustión incompleta de vegetales o grasas animales. Está prohibido en Estados Unidos, solo la versión vegetal es permitida en Australia                      |
| E 161 b                                    | Luteína                                                                               | Puede obtenerse de la yema de huevo, de plantas, algas y bacterias fotosintéticas. |
| E 161 g                                    | Cantaxantina                                                                          | Generalmente derivada de plantas y hongos, pero también puede obtenerse de peces y crustáceos.                                                                                                   |
| Conservantes                               |                                                                                       | |
| E 236                                      | Ácido fórmico                                                                         | |
| E 237                                      | Formiato de sodio                                                                     | |
| E 238                                      | Formiato de calcio                                                                    | |
| E 270                                      | Ácido láctico                                                                         | Puede ser obtenido a partir del azúcar de la leche (lactosa) o a partir de bacterias. |
| Antioxidantes y reguladores de acidez      |                                                                                       | |
| E 304                                      | Palmitato ascorbilo                                                                   | |
| E 322                                      | Lecitina                                                                              | Puede proceder de huevos, de la soja o del girasol |
| E 325                                      | Lactato de sodio                                                                      | |
| E 326                                      | Lactato de potasio                                                                    | |
| E 327                                      | Lactato de calcio                                                                     | |
| Espesantes, estabilizantes y emulsionantes |                                                                                       | |
| E 422                                      | Glicerol                                                                              | |
| E 430                                      | Estearato polioxietileno 8                                                            | |
| E 431                                      | Estearato polioxietileno 40                                                           | |
| E 432                                      | Polisorbato 20 o Monolaureato de polioxietileno sorbitán                              | |
| E 433                                      | Polisorbato 80 o Monooleato de polioxietileno sorbitán                                | |
| E 434                                      | Polisorbato 40 o Monopalmitato de polioxietileno sorbitán                             | |
| E 435                                      | Polisorbato 60 o Monoestearato de polioxietileno sorbitán                             | |
| E 436                                      | Polisorbato 65 o Triestearato de polioxietileno sorbitán                              | |
| E 470 a                                    | Sales de sodio, potasio y calcio de ácidos grasos                                     | |
| E 470 b                                    | Sales de magnesio de ácidos grasos                                                    | Incluye el Estearato de magnesio. |
| E 471                                      | Mono y diglicéridos de ácidos grasos                                                  | |
| E 472 a                                    | Ésteres acéticos de mono y diglicéridos de ácidos grasos                              | |
| E 472 b                                    | Ésteres lácticos de mono y diglicéridos de ácidos grasos                              | |
| E 472 c                                    | Ésteres cítricos de mono y diglicéridos de ácidos grasos                              | |
| E 472 d                                    | Ésteres tartáricos de mono y diglicéridos de ácidos grasos                            | |
| E 472 e                                    | Ésteres monoacetiltartárico y diacetiltartárico de ácidos grasos                      | |
| E 472 f                                    | Ésteres mixtos acéticos y tartáricos de mono y diglicéridos                           | |
| E 473                                      | Sucroésteres de ácidos grasos                                                         | |
| E 474                                      | Sucroglicéridos                                                                       | |
| E 475                                      | Ésteres poliglicéridos de ácidos grasos                                               | |
| E 476                                      | Polirricinoleato de poliglicerol                                                      | |
| E 477                                      | Ésteres de propilenglicol de ácidos grasos                                            | |
| E 478                                      | Ésteres mixtos de ácido láctico y ácidos grasos con glicerol y propilenglicol         | |
| E 479 b                                    | Aceite de soja oxidado por calor reaccionado con mono y diglicéridos de ácidos grasos | |
| E 482                                      | Estearoil-2-lactilato cálcico                                                         | |
| E 483                                      | Tartrato de estearilo                                                                 | |
| E 491                                      | Monoestearato de sorbitano                                                            | |
| E 492                                      | Triestearato de sorbitano                                                             | |
| E 493                                      | Monolaurato de sorbitano                                                              | |
| E 494                                      | Monooleato de sorbitano                                                               | |
| E 495                                      | Monopalmitato de sorbitano                                                            | |
| Reguladores de acidez y pH                 |                                                                                       | |
| E 570                                      | Ácidos grasos                                                                         | |
| E 572                                      | Sales magnésicas de ácidos grasos                                                     | |
| E 585                                      | Lactato ferroso                                                                       | |
| Intensificadores de sabor                  |                                                                                       | |
| E 621                                      | Glutamato monosódico                                                                  | |
| E 626                                      | Ácido guanílico                                                                       | |
| E 627                                      | Guanilato disódico                                                                    | |
| E 628                                      | Guanilato dipotásico                                                                  | |
| E 629                                      | Guanilato de calcio                                                                   | |
| E 631                                      | Inosinato disódico                                                                    | Potenciador del sabor, derivado de extractos de carne y pescado pero también puede estar derivado de la fermentación de azúcares usando bacterias.                                               |
| E 632                                      | Inosinato dipotásico                                                                  | |
| E 633                                      | Inosinato de calcio                                                                   | |
| E 634                                      | 5'-Ribonucleótidos de calcio                                                          | |
| E 635                                      | 5'-Ribonucleótidos de sodio                                                           | |
| E 640                                      | Glicina y su sal sódica                                                               | |
| Varios                                     |                                                                                       | |
| E 920                                      | L-Cisteína                                                                            | Agente de tratamiento de la harina. Obtenida mediante hidrólisis de pelo y queratina de animales o bien mediante fermentación de la bacteria Escherichia coli. No aprobado por la Unión Europea. |
| E 921                                      | L-Cistina                                                                             | Agente de tratamiento de la harina. No aprobado por la Unión Europea. |
| Otros productos químicos                   |                                                                                       | |
| E 1518                                     | Triacetín                                                                             | Es utilizado como aditivo alimentario debido a sus propiedades humectantes. |